# アマドゥ
アマドゥ（ama-do）は、兵庫県尼崎市道意町にあるショッピングモール。2002年12月にオープン。

## 経緯
1989年、尼崎市は、尼崎市南部臨海地域整備構想内の工場跡地を対象とする再開発地区計画を決定した。この計画では、研究開発地区を中心に、それを支援する場としての研修施設・サービス施設の配置、賑わい安らぐ場としての複合店舗やスポーツ・レジャー施設の配置が構想されていた。当初は研究開発地区の地区整備計画のみが決定され先行して再開発が行われていたが、2002年にコーナン・コジマの出店がまとまったため地区整備計画が変更された。2020年 阪神高速3号神戸線神戸方面の路外パーキングエリアとして指定され、ETC装着車で尼崎東出口から退出して駐車場利用後、尼崎西出入口から進入した場合一続きの利用として扱われる。

## テナント

### ショッピング
- コーナン
- スーパーオートバックス
- セリア
- タケノコプラス
- スポーツデポ

### 飲食店
- 丸源ラーメン
- ガスト
- 喃風
- ロッテリア
- バイキング喰喰
- バーミヤン
- 松屋
- 勝っちゃん
- 資さんうどん

### その他
- アクトス